# Big Game (film, 1921)

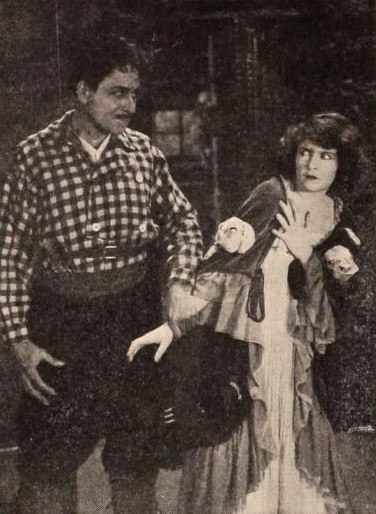
Scène du film Big Game : May Allison avec un acteur non identifié

Pour les articles homonymes, voir Big Game (homonymie).
Big Game est un film américain réalisé par Dallas M. Fitzgerald et sorti en 1921.

## Fiche technique
- Réalisation : Dallas M. Fitzgerald
- Scénario : Edward T. Lowe Jr. d'après une pièce de Kilbourn Gordon et Willard Robertson[1].
- Photographie : Jackson Rose
- Production : Metro Pictures
- Durée : 6 bobines
- Genre : Romance[2]
- Date de sortie : 16 août 1921

## Distribution
- May Allison : Eleanor Winthrop
- Forrest Stanley  : Larry Winthrop
- Edward Cecil : Jean St. Jean
- Zeffie Tilbury  : Sarah Winthrop
- William Elmer  : Spike McGafney
- Sidney D'Albrook  : Henri Baptiste